# Swan Songs
Swan Songs je debutové album americké raprockové skupiny Hollywood Undead, vydané pod Octone Records a Polydor Records v roce 2008. Jedná se o jediné studiové album skupiny, na kterém funkci frontmana a hlavního producenta plnil Aron Erlichman alias Tha Producer. Na albu se naopak nepodílel další ze spoluzakladatelů skupiny, Jeffrey Phillips, jehož party byly před vydáním přezpívány ostatními členy kapely. Z alba vzešly čtyři hudební klipy - „No. 5“, „Undead“, „Young“ a „Everywhere I Go“. Album získalo převážně smíšená hodnocení, blíže k negativním - Allmusic ohodnotilo desku známkou 2.5/5, Artistdirect 3.5/5, RockSound 7/10 a Sputnikmusic 3.5/10. Přesto je album Swan Songs považováno za nejlepší hudební počin skupiny. Název odkazuje na „labutí píseň“, metaforické slovní spojení označující poslední akt (píseň) předcházející smrti jedince, čímž je už názvem předurčen obsah alba, které z jedné poloviny tvoří písně vážného rázu (o bolesti či smrti), přičemž druhou polovinu tvoří kritizované odlehčené písně a alkoholu, drogách, promiskuitě a zábavě, jejichž příkladem jsou například singly „No. 5“ nebo „Everywhere I Go“. V následujících studiových albech je tento, pro skupinu charakteristický, trend nadále zachován.
Album mělo původně vyjít v roce 2007 pod vydavatelstvím MySpace Records , které skupině do té doby vydávalo singly. Kvůli rozepřím ohledně cenzury skupina radši podepsala s vydavatelstvím A&M Records a vydání desky pozdržela. Přesto si o druhé vydavatelství vyžádalo lehčí formu cenzury, čistou verzi alba (vypípání některých slov v textech) a odebrání písní „Dead in Ditches“, „Turn Off the Lights“ (na této písni se skupinou spolupracoval také Jeffree Star, jemuž je věnována koncertní verze písně „Undead“, ze které poslední sloka dělá diss track) a „Scene for Dummies“, které byly mimo album vypuštěny na internet. Ve Velké Británii navíc na album přibyly písně „Pain“ a „Knife Called Lust“. V žebříčku Billboard 200 vydrželo album 82 týdnů, v roce 2009 získalo zlatou desku. V lednu roku 2013 pak prodeje dosáhly hranice desky platinové. Album obsahovalo také první singl skupiny, „No. 5“, a na desku byla do bonusů také přiřazena píseň „Hollywood" od skupiny The Kids, kterou založili Erlichman, Decker a Phillips a která byla přímým předchůdcem Hollywood Undead. Na sběratelském albu je uvedena pod bonusovým číslem 20 jako „The Kids“.
Písně z desky se později objevily na několika hudebních kompilacích Swan Songs B-Sides EP, Swan Songs Rarities EP a Black Dahlia Remixes. V populární kultuře se některé z písní objevily v počítačových hrách UFC Undisputed 2009, Madden NFL 09 a Rock Band 2. V roce 2009 následovalo desku živé album Desperate Measures, což je poslední hudební počin, na kterém se Erlichman podílel, než byl roku 2010 ze skupiny vyloučen. Jeho místo hlavního zpěváka poté zaujal Daniel Rose Murillo, zpěvák skupiny Lorene Drive, který hlavního vokalistu skupiny do té doby zastupoval. Roku 2010 tak ze zakladatelů skupiny zůstal v Hollywood Undead už jen Jorel Decker, poté co po vleklých sporech v roce 2007 odešel již zmíněný Jeffrey Phillips. Ačkoliv Phillips, jehož odchod ze skupiny byl velmi problematický (údajně při hádce vytáhl na Erlichmana pistoli a rozbrečel ho), udržuje se zbytkem skupiny spíše přátelské vztahy, Erlichman a zbytek Hollywood Undead započali několikaletý umělecký i právní spor - příkladem byl jeho diss track „Story of a Snitch“ na George Ragana. Jedním z předmětů tohoto sporu byla píseň „The Only Ones“, jejíž autorství bylo Erlichmanovi upřeno a na níž prodal Ragan práva skupině Kisses for Kings (dříve MEST), aby s danou skupinou později sám natočil featuring. Tento umělecký spor je zmiňován v největších hitech obou stran, v písni „The One“ od Deuce a v klipu písně „Gravity“ od Hollywood Undead. Právní stránka sporu se týkala především tahanice o autorství alba Swan Songs.

## Tvůrci
| - Aron "Deuce" Erlichman - hlavní zpěv, baskytara, klávesy, produkce - Jordon "Charlie Scene" Terrell - sólová kytara, zpěv - Jorel "J-Dog" Decker - doprovodná kytara, zpěv, klávesy, programování - George "Johnny 3 Tears" Ragan - zpěv - Dylan "Funny Man" Alvarez - zpěv - Matthew "Da Kurlzz" Busek - bicí, zpěv | - Don Gilmore - produkce - Danny Lohner - produkce - Billy Howerdel - zvukový technik - Ben Grosse - mixování - Jonas Åkerlund - výtvarná režie, fotografie | - Jason Goad - ilustrace - Fox Phelps - asistence - Jimmy Yuma - asistence, produkce - Mark Kiczula – asistence |

## Seznam skladeb
| Základní US album | Základní US album      | Základní US album                                                                        | Základní US album            | Základní US album |
| Pořadí            | Název                  | Text                                                                                     | Produkce                     | Délka             |
| ----------------- | ---------------------- | ---------------------------------------------------------------------------------------- | ---------------------------- | ----------------- |
| 1.                | „Undead“               | Matthew Busek, Jorel Decker, Aron Erlichman, George Ragan, Jordon Terrell                | Aron Erlichman, Danny Lohner | 4:25              |
| 2.                | „Sell Your Soul“       | Jorel Decker, Aron Erlichman, George Ragan                                               | Aron Erlichman, Danny Lohner | 3:14              |
| 3.                | „Everywhere I Go“      | Matthew Busek, Aron Erlichman, Jordon Terrell                                            | Don Gilmore                  | 3:30              |
| 4.                | „No Other Place“       | Dylan Alvarez, Aron Erlichman                                                            | Aron Erlichman               | 3:16              |
| 5.                | „No. 5“                | Dylan Alvarez, Matthew Busek, Jorel Decker, Aron Erlichman, George Ragan, Jordon Terrell | Aron Erlichman               | 3:05              |
| 6.                | „Young“                | Aron Erlichman, George Ragan, Danny Lohner                                               | Aron Erlichman, Danny Lohner | 3:16              |
| 7.                | „Black Dahlia“         | Jorel Decker, Aron Erlichman, George Ragan                                               | Aron Erlichman               | 3:46              |
| 8.                | „This Love, This Hate“ | Aron Erlichman                                                                           | Aron Erlichman               | 3:57              |
| 9.                | „Bottle and a Gun“     | Dylan Alvarez, Matthew Busek, Aron Erlichman, Jordon Terrell                             | Aron Erlichman               | 3:22              |
| 10.               | „California“           | Jorel Decker, Aron Erlichman, George Ragan, Jordon Terrell                               | Don Gilmore                  | 3:17              |
| 11.               | „City“                 | Matthew Busek, Jorel Decker, Aron Erlichman, George Ragan, Jordon Terrell                | Aron Erlichman, Danny Lohner | 3:34              |
| 12.               | „The Diary“            | Aron Erlichman, George Ragan                                                             | Aron Erlichman               | 4:35              |
| 13.               | „Pimpin“               | Dylan Alvarez, Jorel Decker, Aron Erlichman, George Ragan, Jordon Terrell                | Aron Erlichman               | 3:07              |
| 14.               | „Paradise Lost“        | Aron Erlichman, George Ragan, Don Gilmore                                                | Don Gilmore                  | 3:11              |
| Celková délka:    | Celková délka:         | Celková délka:                                                                           | Celková délka:               | 49:35             |

| Bonus          | Bonus                                       | Bonus                                                                                    | Bonus          | Bonus |
| Pořadí         | Název                                       | Text                                                                                     | Produkce       | Délka |
| -------------- | ------------------------------------------- | ---------------------------------------------------------------------------------------- | -------------- | ----- |
| 1.             | „Pain“                                      | Aron Erlichman, George Ragan, Jordon Terrell                                             | Aron Erlichman | 2:41  |
| 2.             | „The Natives“                               | Dylan Alvarez, Matthew Busek, Jorel Decker, Aron Erlichman, George Ragan, Jordon Terrell | Aron Erlichman | 3:40  |
| 3.             | „Knife Called Lust“                         | Matthew Busek, Jorel Decker, Aron Erlichman, Jeffrey Phillips, Jordon Terrell            | Aron Erlichman | 2:59  |
| 4.             | „The Loss“                                  | Matthew Busek, Jorel Decker, Aron Erlichman                                              | Aron Erlichman | 3:15  |
| 5.             | „Bitches“                                   | Dylan Alvarez, Matthew Busek, Jorel Decker, Aron Erlichman, George Ragan, Jordon Terrell | Aron Erlichman | 3:30  |
| 6.             | „The Kids“                                  | Jorel Decker, Aron Erlichman, Jeffrey Phillips                                           | Aron Erlichman | 3:01  |
| 7.             | „Circles“                                   | Aron Erlichman, George Ragan                                                             | Aron Erlichman | 3:33  |
| 8.             | „Black Dahlia“ (Buffalo Bill remix)         | Jorel Decker, Aron Erlichman, George Ragan                                               | Aron Erlichman | 3:50  |
| 9.             | „Black Dahlia“ (Lo Fidelity Allstars remix) | Jorel Decker, Aron Erlichman, George Ragan                                               | Aron Erlichman | 4:32  |
| 10.            | „Black Dahlia“ (The Pharmacy remix)         | Jorel Decker, Aron Erlichman, George Ragan                                               | Aron Erlichman | 3:46  |
| Celková délka: | Celková délka:                              | Celková délka:                                                                           | Celková délka: | 34:52 |